# Rezá Farayidaná
Rezá Farayidaná (n. Qom, 1960 o 1961) es un catedrático, ingeniero y político iraní, ministro de Ciencia, Investigación y Tecnología del gobierno de Irán. Entre 2002 y 2005, bajo la presidencia de Irán, rigió la Universidad de Teherán.

## Biografía

### Trayectoria académica
Rezá Farayidaná nació en Qom (Irán) en 1960 en el seno de una familia religiosa. En 1978 inició estudios de Ingeniería eléctrica en la Universidad de Shiraz. Cuando, tras la Revolución Islámica de 1979, se cerraron las universidades iraníes, Farayidaná ingresó en el recién creado Ejército de los Guardianes de la Revolución Islámica, donde desempeñó diversas funciones hasta la reapertura en otoño de 1982. Se trasladó entonces a la Universidad de Teherán, en la que en 1986 se licenció con calificación de excelencia. Farayidaná prosiguió estudios de maestría y doctorado en la canadiense Universidad de Waterloo. A su regreso a Irán en 1994, integró el departamento de Ingeniería eléctrica e Informática de la facultad Técnica de la Universidad de Teherán.
Farayidaná ha dirigido más de cincuenta tesinas y diez tesis doctorales y ha publicado literatura académica en distintas revistas reconocidas internacionalmente en los campos de la Ingeniería eléctrica y electrónica, la Física y la Geofísica.

### Responsabilidades administrativas
Entre los cargos ejercidos en la Universidad de Teherán desde 1997 se cuentan la dirección del Centro de Informática de la universidad (1997-2002), el decanato de la Facultad Técnica (1998-2002), el rectorado (2002-2005), la presidencia de la junta directiva de la Fundación de Patrocinadores de la Facultad Técnica (2006-2013) y la dirección del Laboratorio de Prueba de Antenas Prototipo (2009-2013). En 2003, a finales del segundo mandato presidencial de Mohammad Jatamí y tras la dimisión del ministro de Ciencia, Investigación y Tecnología Mostafá Moín, Farayidaná fue presentado para ocupar el cargo, pero no obtuvo la confianza del órgano legislativo iraní. Entre los motivos argüidos en su contra estuvieron su escasa experiencia, la falta de claridad de su posición política y su falta de compromiso con el movimiento reformista iraní.

### Gobierno de Hasán Rouhaní
El 19 de octubre de 2013, tras haber rechazado la Asamblea de Consulta Islámica la designación de Yafar Milimonfared como ministro de Ciencias, Hasán Rouhaní presentó a Farayidaná como candidato al ministerio. El 27 de octubre, Farayidaná obtuvo la confianza del parlamento con 159 votos favorables, 70 contrarios y 32 abstenciones.
Durante el primer mes de ejercicio, Farayidaná topó con las protestas de hasta 150 diputados a la designación de Yafar Milimonfared y Yafar Toufiqí como secretario y consejero ministeriales a causa de la posición de estos durante las protestas postelectorales de 2009.